# Walter Strich-Chapell
Walter Strich-Chapell (* 28. Juli 1877 in Stuttgart; † 17. Juli 1960 in Sersheim) war ein deutscher Kunstmaler. Er hat insbesondere Landschaftsdarstellungen der Schwäbischen Alb geschaffen.

## Lebenslauf
Die Familie Walter Strich-Chapells stammt aus Aachen (französisch Aix-la-Chapelle). Dort legte sich sein Großvater den Doppelnamen Strich-Chapell zu. Sein Vater, Ferdinand Strich-Chapell, war Zeitungsredakteur und unter dem Pseudonym August Kratzberger auch Illustrator beim Schwäbischen Merkur, später beim Württembergischen Generalanzeiger. Walter Strich-Chapell wuchs in Stuttgart auf und dort besuchte er das Karls-Gymnasium. Er musste jedoch die Schule aufgeben, als sein Vater 1891 41-jährig starb. Anschließend begann Strich-Chapell auf Wunsch seines Vormunds eine Lehre als Dekorationsmaler in Stuttgart und trat dann nach der Gesellenprüfung eine Stelle als Theatermaler am Königlichen Residenztheater in Stuttgart an. 1895 besuchte er neben seiner beruflichen Tätigkeit die Kunstgewerbeschule in Stuttgart und belegte einen Kurs für die Ausbildung zum Zeichenlehrer.
In seiner Freizeit malte und zeichnete er. Dabei lernte er in Besigheim den in Karlsruhe lehrenden Maler Gustav Schönleber kennen. Schönleber erkannte Strich-Chapells Begabung und verhalf ihm zu einem Stipendium. So konnte Strich-Chapell 1897 ein Studium an der Staatlichen Akademie der Bildenden Künste Karlsruhe aufnehmen. Er begann in der Zeichenklasse von Robert Pötzelberger und wurde im Jahre 1900 Meisterschüler von Gustav Schönleber, mit dem ihn bald ein freundschaftliches Verhältnis verband. Mit Schönleber kam er 1901 auf einer Studienreise auch nach Sersheim, Landkreis Ludwigsburg. Der Stromberg, das Mettertal und Sersheims Kirchturm wurden zu Lieblingsmotiven des Malers.
In dieser Zeit befasste er sich auch mit der Lithografie. 1904 nahm Strich an einem Lithografie-Wettbewerb des Teubner-Verlages in Leipzig teil und gewann einen Preis von einigen Tausend Mark. Mit diesem Preisgeld kaufte er in Sersheim ein Grundstück, worauf er nach eigenen Plänen ein Haus, die spätere „Villa im Park“, erbaute. Im selben Jahr heiratete er die Sängerin Maria Leipheimer. 1907 erhielt er das Bürgerrecht in Sersheim.
In Meßstetten erhielt er auch den Auftrag, Bilder für die 1912/13 von Architekten Martin Elsaesser im Jugendstil errichtete Kirche zu schaffen. Sie fielen 1960 einer Umgestaltung der Kirche zum Opfer, zu der Zeit, als man die Stilrichtung Strich-Chapells nicht mehr schätzte.
Während des Ersten Weltkriegs wurde Strich-Chapell zum Kriegsdienst einberufen, 1917 jedoch beurlaubt, um den Nachlass des inzwischen verstorbenen Gustav Schönleber zu ordnen. 1923 unternahm er mit Alexander Kanoldt eine mehrmonatige Reise nach Olevano Romano in Italien. Wieder in Sersheim, malte er zahlreiche Bilder mit Motiven von der Schwäbischen Alb. 
Zum 1. Mai 1933 trat Strich-Chapell der NSDAP bei (Mitgliedsnummer 3.251.187). Er war 1938, 1940, 1943 und 1944 auf der Großen Deutschen Kunstausstellung in München mit 13 Bildern vertreten, die dem Nazi-Kunstgeschmack entsprachen. Davon erwarb 1940 Heinrich Himmler 1940 „Heuberglandschaft“, 1943 das Wirtschafts-Verwaltungs-Hauptamt beim Reichsführer SS „Frühling“ und Hitler 1944 „Dämmerung“ und „Anbrechender Tag“.
Strich-Chapells Frau Maria geb. Leipheimer starb 1936. Im darauf folgenden Jahr heiratete er eine Nichte seiner Frau, Hildegard Lödel, die schon seit den zwanziger Jahren den Haushalt des Künstlerpaares geleitet hatte.
Über seine Beziehung zur Schwäbischen Alb und zu Meßstetten äußerte er sich 1954 so: „Mich zog es immer wieder hinauf auf die Alb, vor allem auf die raue Alb, in die Gegend von Meßstetten, Ebingen. Hier war ich immer wieder zu finden, denn ich suchte von Anfang an die ursprüngliche Natur in ihren Stimmungen im Wechsel der Jahres- und Tageszeiten darzustellen, die Natur, unberührt vom Menschen und von den Veränderungen, die durch seiner Hände Werk ihr aufgedrückt wurden.“
Noch im Alter, als er wegen eines Hüftleidens schon im Rollstuhl saß, arbeitete er unermüdlich. Da er nicht mehr gehen konnte, malte er viele Stillleben und Landschaften aus dem Gedächtnis.
Walter Strich-Chapell starb am 17. Juli 1960 in Sersheim und wurde im dortigen Familiengrab beigesetzt.

## Werk

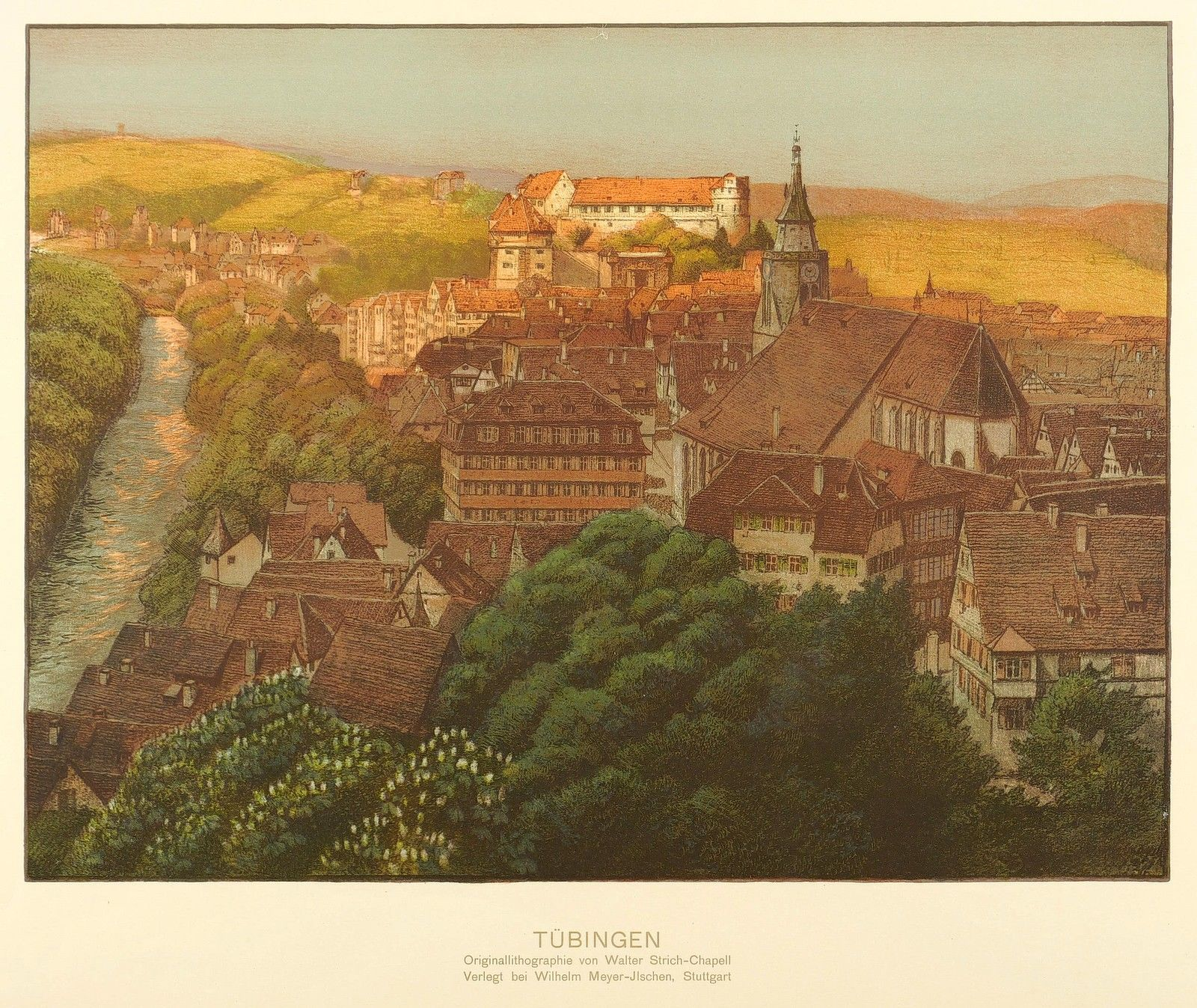
Walter Strich-Chapell – Tübingen vom Österberg

Bilder Strich-Chapells hängen unter anderem im Landratsamt des Zollernalbkreises in Balingen und in der Städtischen Galerie Albstadt. Der Maler hat das Sersheimer Rathaus sowie verschiedene Sersheimer Vereine und Bürger oft mit Bildern bedacht, so dass sich zahlreiche seiner Werke auch in seinem Heimatort Sersheim befinden. Bei einer Gedächtnisausstellung zu seinem 100. Geburtstag 1977 waren allein 60 Bilder zu sehen, die sich damals ausschließlich in Sersheimer Privatbesitz befanden. Bei Sammlern begehrt sind Strich-Chapells Bilder von schwäbischen Landschaften.

## Ausstellungen (Auswahl)
- 1928 Kunsthaus Schaller, Stuttgart
- 1934 Kunsthaus Schaller, Stuttgart
- 1937 Kunsthaus Schaller, Stuttgart
- 1942 Haus der Deutschen Kunst, München (Gruppenausstellung, 3 Bilder)
- 1962 Gedächtnisausstellung Kunsthaus Schaller und Kunsthaus Bühler, Stuttgart
- 1969 Rathaus, Bissingen
- 1970 Festsaal des Uhlandbaus, Mühlacker
- 1977 Hofäckerschule, Sersheim (Gedächtnisausstellung)
- 1985 Kreishaus Ludwigsburg: Walter Strich-Chapell 1877–1960
- 2003/2004 Städtische Galerie Bietigheim-Bissingen: Walter Strich-Chapell Retrospektive
- 2010 Kunsthaus Bühler, Stuttgart
- 2015 Kunsthaus Bühler, Stuttgart

## Ehrungen
- 1949 Ehrenmitglied des Schwäbischen Heimatbunds[7]
- 1952 Professor, Titel verliehen durch den baden-württembergischen Ministerpräsidenten Reinhold Maier (anlässlich des 75. Geburtstags)
- 1957 Ehrenbürger von Sersheim (anlässlich des 80. Geburtstags)
- 1985 Einrichtung eines Gedächtniszimmers im Archiv der Gemeinde Sersheim[8]